# Vietnam del Nord
Il Vietnam del Nord (ufficialmente Repubblica Democratica del Vietnam) fu uno Stato fondato alla fine della seconda guerra mondiale nella parte settentrionale del Vietnam. Il nuovo Stato entrò nella sfera d'influenza dell'Unione Sovietica e della Cina, in contrapposizione al Vietnam del Sud, alleato degli Stati Uniti e del mondo occidentale. Guida della Repubblica fu il Presidente Ho Chi Minh, che governò fino alla morte, avvenuta nel 1969. Nel 1975, i nord-vietnamiti riuscirono ad unificare il paese alla fine della guerra del Vietnam, iniziata nel 1959.

## Fondazione
Durante la seconda guerra mondiale, l'Impero del Giappone prese possesso dei territori vietnamiti, sostituendosi al vecchio regime coloniale dell'Indocina Francese. L'11 marzo del 1945, i giapponesi crearono uno stato fantoccio a cui diedero il nome di Impero del Vietnam. Gli sviluppi del conflitto portarono nel giro di pochi mesi al tracollo del Giappone, le cui truppe abbandonarono il Vietnam lasciando un vuoto di potere.
Nel nord del paese ne approfittarono i comunisti della coalizione Viet Minh, guidati da Ho Chi Minh, che organizzarono la rivoluzione di agosto e, il 2 settembre 1945, fondarono la Repubblica Democratica del Vietnam (in vietnamita: Việt Nam Dân Chủ Cộng Hòa), il cui governo provvisorio si insediò ad Hanoi. I francesi ripresero possesso del Vietnam e tornarono a governare con una nuova entità coloniale, l'Unione Francese, che rimpiazzò la vecchia Indocina Francese. Si scatenò un duro conflitto tra gli occupanti ed i comunisti nord-vietnamiti, che prese il nome di guerra d'Indocina. La spodestata repubblica di Ho Chi Minh ottenne il riconoscimento della Repubblica Popolare Cinese e dell'Unione Sovietica nel 1950. L'indipendenza fu ottenuta nel 1954, dopo la sconfitta dei francesi da parte dei Việt Minh nella Battaglia di Dien Bien Phu e venne sancita dalla Conferenza di Ginevra del 1954. Le truppe nord-vietnamite ripresero il controllo di Hanoi il 10 ottobre 1954.

## Tensioni interne e con il Vietnam del Sud

Bandiera usata dal 1945 al 1955.

In base agli accordi presi a Ginevra, il Vietnam venne diviso in due parti da una zona demilitarizzata lungo il 17º parallelo e la Francia lasciò definitivamente la regione cedendo la sua autorità nel nord ai Việt Minh, che fecero del paese il primo stato socialista del sudest asiatico. A sud, dove nel 1949 era nato lo Stato del Vietnam, con a capo l'ex imperatore Bảo Đại e la capitale a Saigon, nel 1955 fu fondata la Repubblica del Vietnam del Sud, controllata dal filo-americano Ngô Đình Diệm. A Ginevra venne anche stabilita la data di nuove elezioni, da tenersi nel 1956 in entrambe le parti del Vietnam allo scopo di riunificare il paese, che vennero rifiutate da Diệm poco dopo il suo insediamento.
A seguito della divisione del paese, tra il 1954 ed il 1955 ebbero luogo massicci esodi di massa dal Vietnam del Nord verso il Vietnam del Sud. Si stima che su una popolazione di 13 milioni, lasciarono il paese oltre 800.000 nord-vietnamiti, di cui circa 500.000 cattolici, la cui religione era ritenuta reazionaria dal governo di Hanoi. Malgrado fosse stata concessa la libertà religiosa ed autorizzati i contatti con il Vaticano, la chiesa cattolica fu spogliata delle sue proprietà terriere e privata di buona parte della sua autonomia, prelati e suore dovettero dedicare parte del loro tempo ad attività produttive. Nello stesso periodo migliaia di proprietari terrieri e successivamente di contadini contrari alla collettivizzazione forzata furono uccisi.
Nello stesso periodo, il regime filo-statunitense ed anti-comunista sud-vietnamita di Ngô Đình Diệm, che assegnò grandi privilegi ai cattolici, mise in atto una politica di oppressione contro i buddhisti ed i comunisti del sud, costringendo circa 630.000 esponenti di tali comunità a lasciare il Vietnam del Sud per spostarsi al nord. Le scelte di Diệm furono ispirate dall'agente della CIA Edward Lansdale, che ideò l'operazione Passage to Freedom, volta a richiamare nel sud grandi masse di nord-vietnamiti oppositori del regime comunista.
Con un'economia industriale sottosviluppata e isolata dalle aree agricole del sud, il governo nord-vietnamita divenne repressivo e totalitarista. Tra il 1953 e il 1956 vennero introdotte alcune riforme agrarie con l'assistenza della Cina e, durante questo processo, decine di migliaia di proprietari terrieri (địa chủ) vennero pubblicamente denunciati, e le loro terre distribuite a chi veniva considerato fedele al partito. Dei 44.444 proprietari terrieri, 3.939 vennero processati e 1.175 furono giustiziati. Un movimento letterario chiamato Nhân văn - Giai phẩm (dai nomi delle due riviste che gli diedero vita) tentò di incoraggiare la democratizzazione del paese e la libera espressione del pensiero. Ciò provocò una purga con la quale molti intellettuali e scrittori in disaccordo col governo vennero spediti nei campi di rieducazione.

## Guerra del Vietnam
Lo sviluppo del paese fu frenato dal conflitto contro i sud-vietnamiti ed i loro alleati americani. Nel 1955, la presenza statunitense nel Vietnam del Sud, fino ad allora limitata ad alcuni consiglieri, fu organizzata in unità operative sul territorio.. Nel 1956, Hanoi autorizzò le forze comuniste sud-vietnamite a compiere circoscritte azioni di rivolta. La prima battaglia tra le forze regolari sud-vietnamite ed i ribelli comunisti avvenne il 26 settembre 1959, data da molti considerata l'inizio della guerra del Vietnam.
Nello stesso anno, i nord-vietnamiti furono ufficialmente coinvolti nel conflitto, con l'invio a sud di gran parte dei militanti comunisti che avevano lasciato il Vietnam del Sud per rifugiarsi a nord. Questi si infiltrarono tra i guerriglieri locali e parteciparono ad operazioni di guerriglia. Nel 1961, il governo di Hanoi inviò consiglieri militari a supporto del Fronte di Liberazione Nazionale del Vietnam del Sud (FLN), noto anche come Việt Cộng, che combatteva contro il governo sud-vietnamita e gli Stati Uniti. I militari americani in Vietnam del Sud, che nel 1959 erano 760, divennero 11.300 nel 1962 e raggiunsero l'apice nel 1968, quando raggiunsero le 536.100 unità.
A partire dal 1965, sia la Cina che l'Unione Sovietica fornirono grandi aiuti al Vietnam del Nord per i suoi sforzi bellici. Il Vietnam del Nord invase ed occupò parti dei confinanti Laos e Cambogia, dove fornì armi e truppe ai locali gruppi insurrezionali. In Laos venne formato il Pathet Lao, un movimento sorto con l'aiuto nord-vietnamita nel 1950, mentre in Cambogia nacquero i Khmer Rouge, che si formarono tra il 1967 ed il 1968 da una branca del Partito Comunista di Kampuchea. Entrambi questi movimenti seguirono le orme dei comunisti nord-vietnamiti e, a loro volta, rovesciarono i rispettivi governi.
Con la caduta di Saigon in mano alle forze comuniste, il 30 aprile 1975, l'autorità politica nel Vietnam del Sud venne nominalmente assunta dal Governo Rivoluzionario Provvisorio della Repubblica del Vietnam del Sud, controllato dal governo di Hanoi, ma in realtà l'autorità politica rimase in mano all'esercito nord-vietnamita. Il Vietnam fu ufficialmente riunificato il 2 luglio 1976 nella neonata Repubblica Socialista del Vietnam (Cộng Hoà Xã Hội Chủ Nghĩa Việt Nam), più comunemente nota come Vietnam.